# Jonathan Hernández
Jonathan Hernández Lafferte (23 gennaio 2001) è un giocatore di calcio a 5 cubano.

## Carriera
Hernández ha disputato, con la nazionale cubana, il CONCACAF Futsal Championship 2024 e, da capitano, la Coppa del Mondo 2024. Nel luglio 2024 ottiene la necessaria autorizzazione della federazione cubana per giocare all'estero: Hernández si trasferisce agli argentini del Newell's Old Boys, militanti nel campionato di Primera B.